# إغوانية
العَيْدَشُونِيَّةُ أو الإغوانية (الاسم العلمي: Iguanidae) هي فصيلة من الزواحف تتبع رتبة الحرشفيات من طائفة العظايا الحرشفية.

## انظر أيضاً

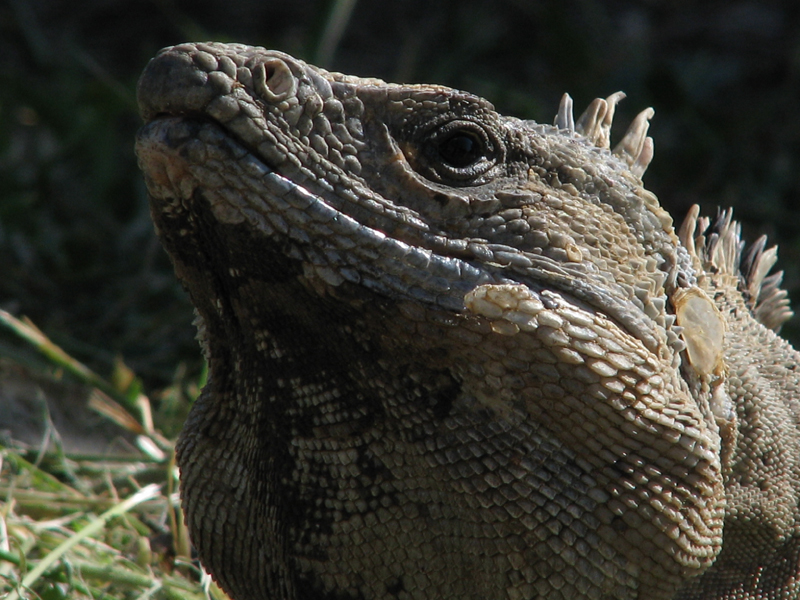
الإغوانة السوداء, تولوم, المكسيك
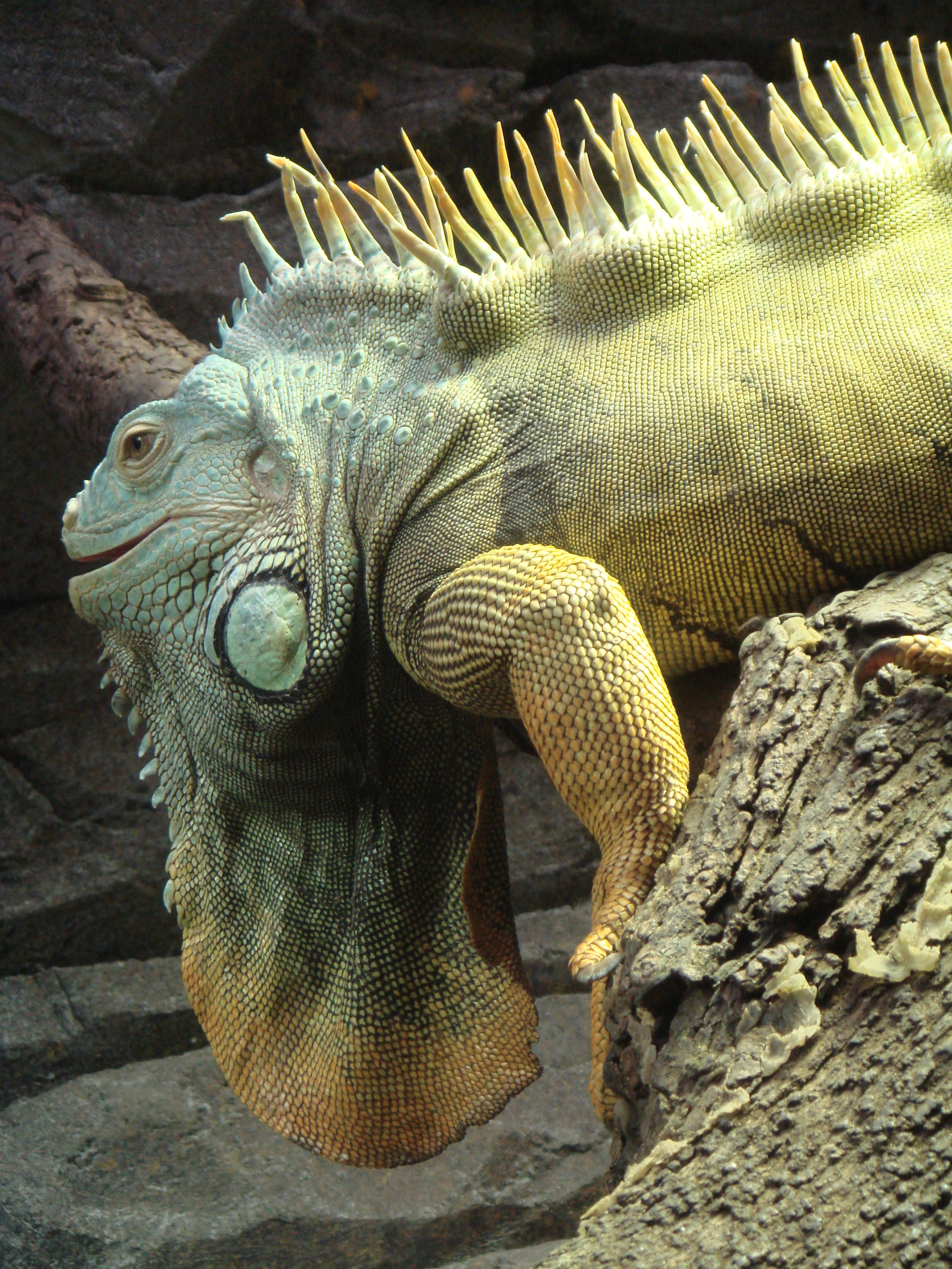
الإغوانة الخضراء
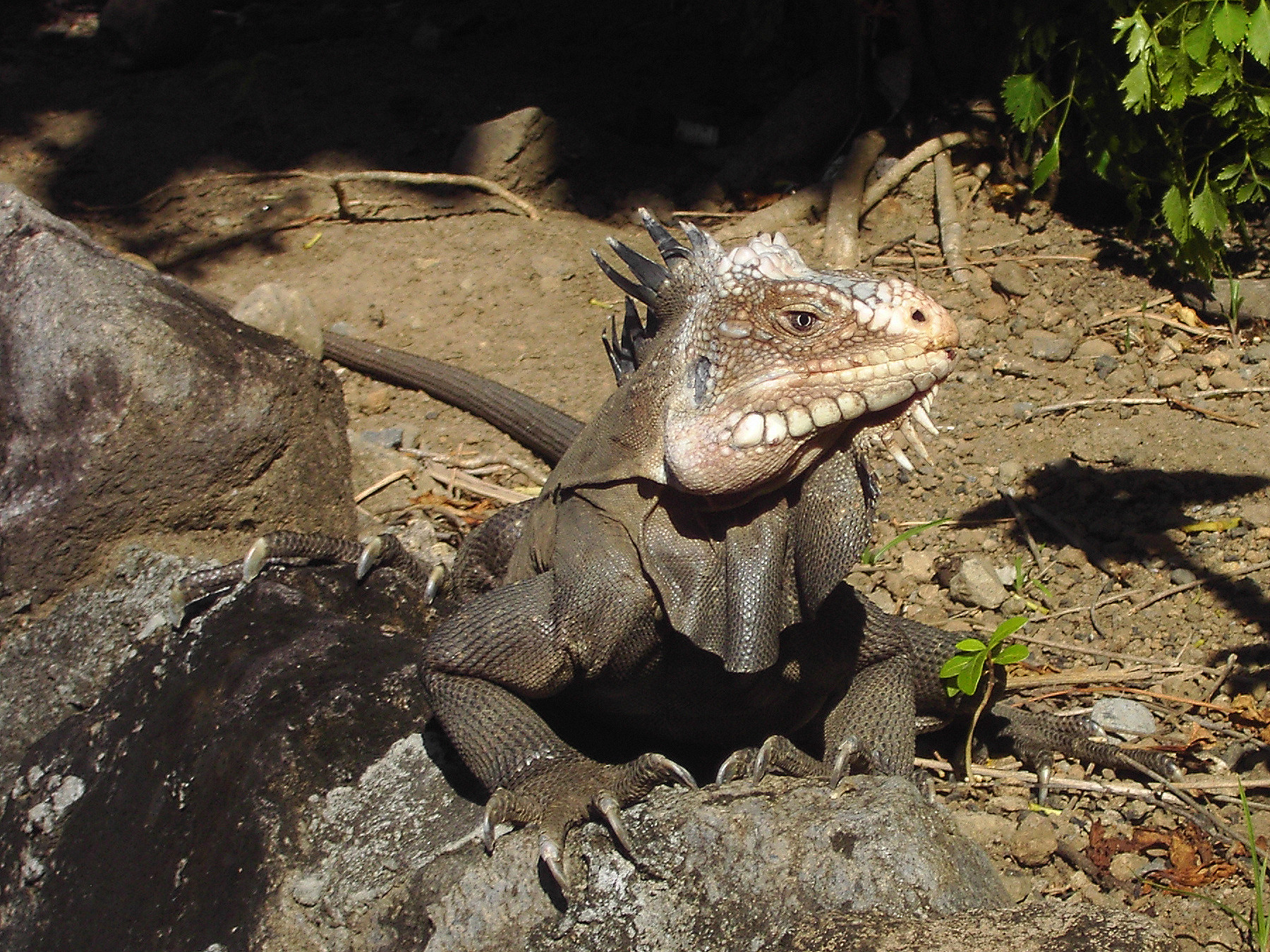
إغوانة الأنتيل الصغرى, في الدومينيكا
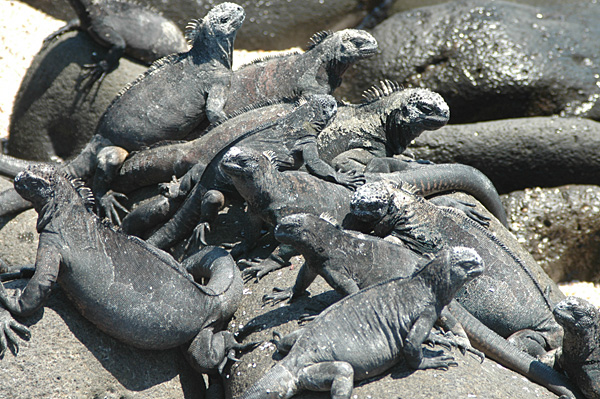
إغوانات بحرية في جزر غالاباغوس
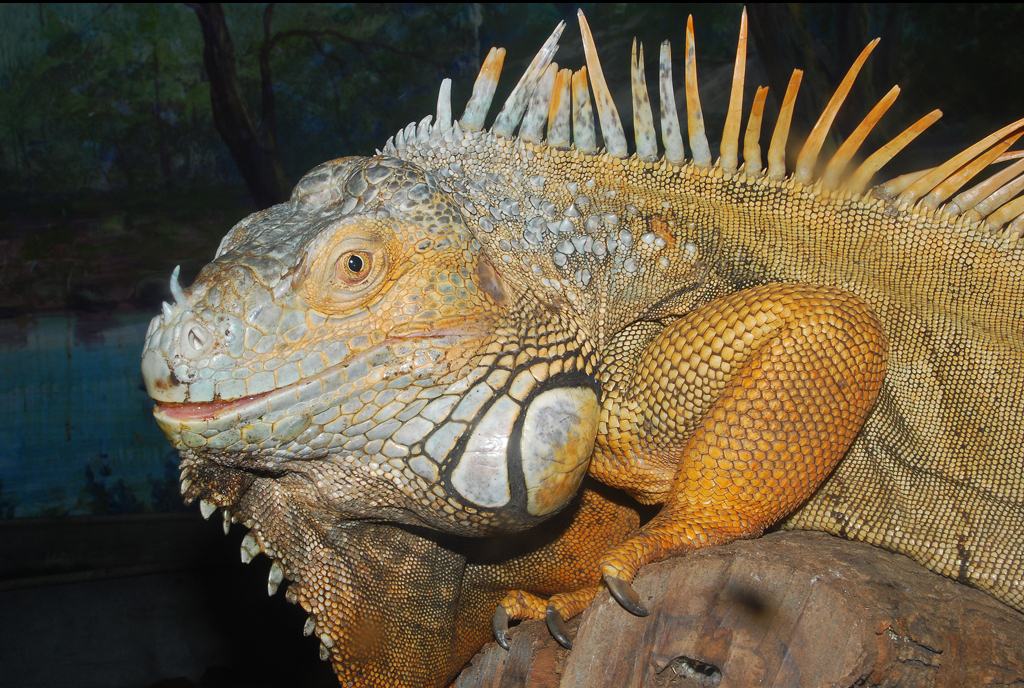
الإغوانة الخضراء (الإغوانة الأمريكية), في اليونان, 2008
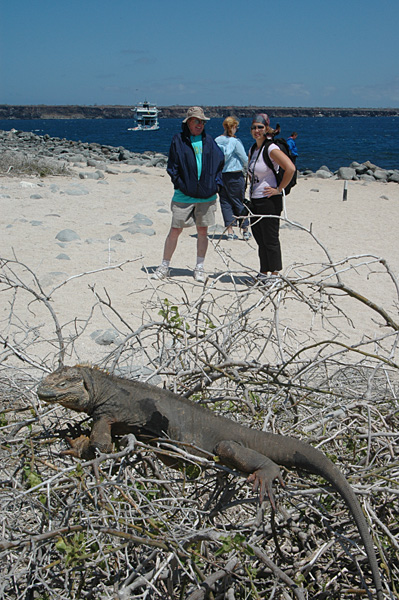
Galapagos land iguana, في جزر غالاباغوس
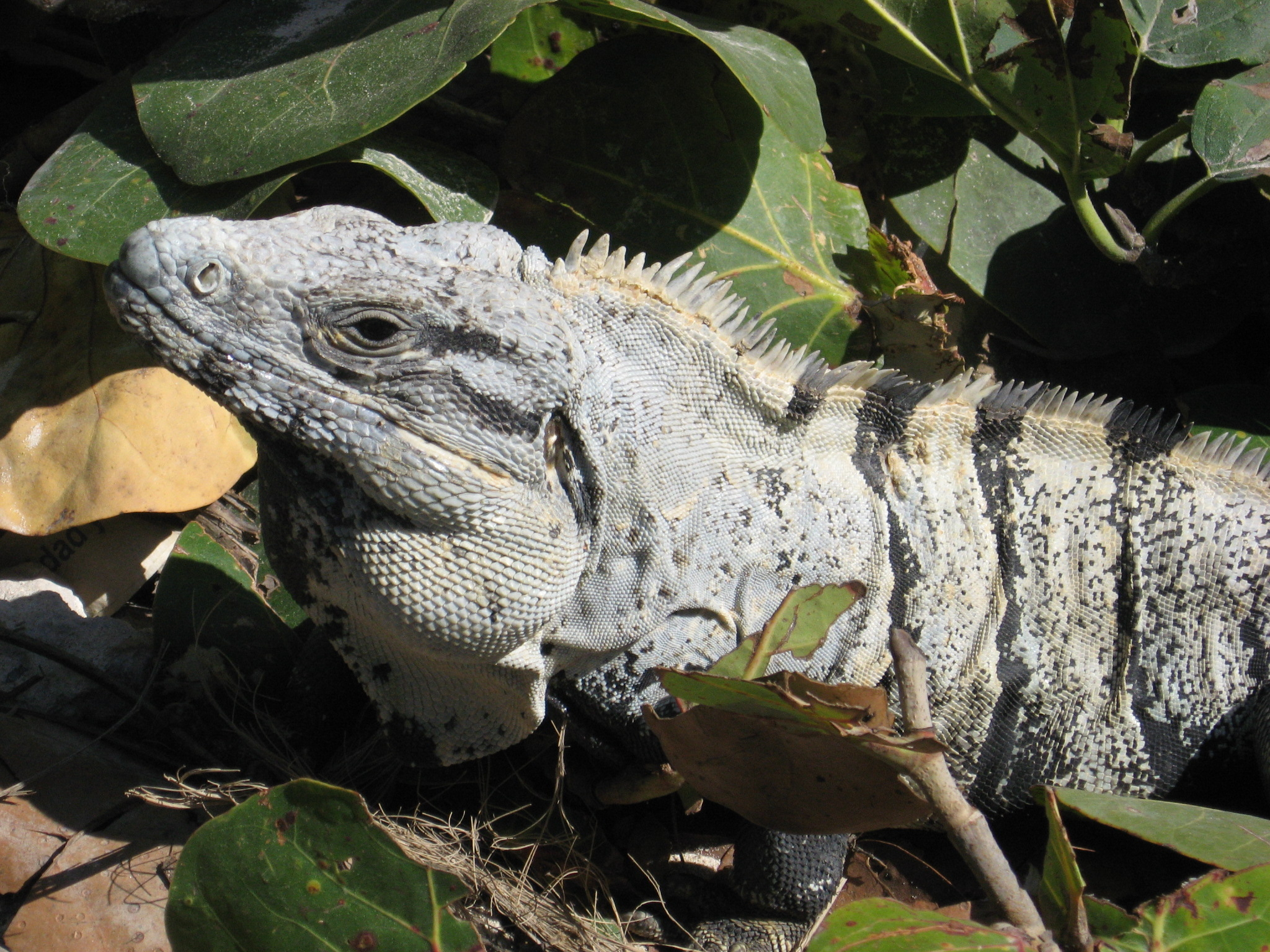
الإغوانة السوداء, تولوم, المكسيك
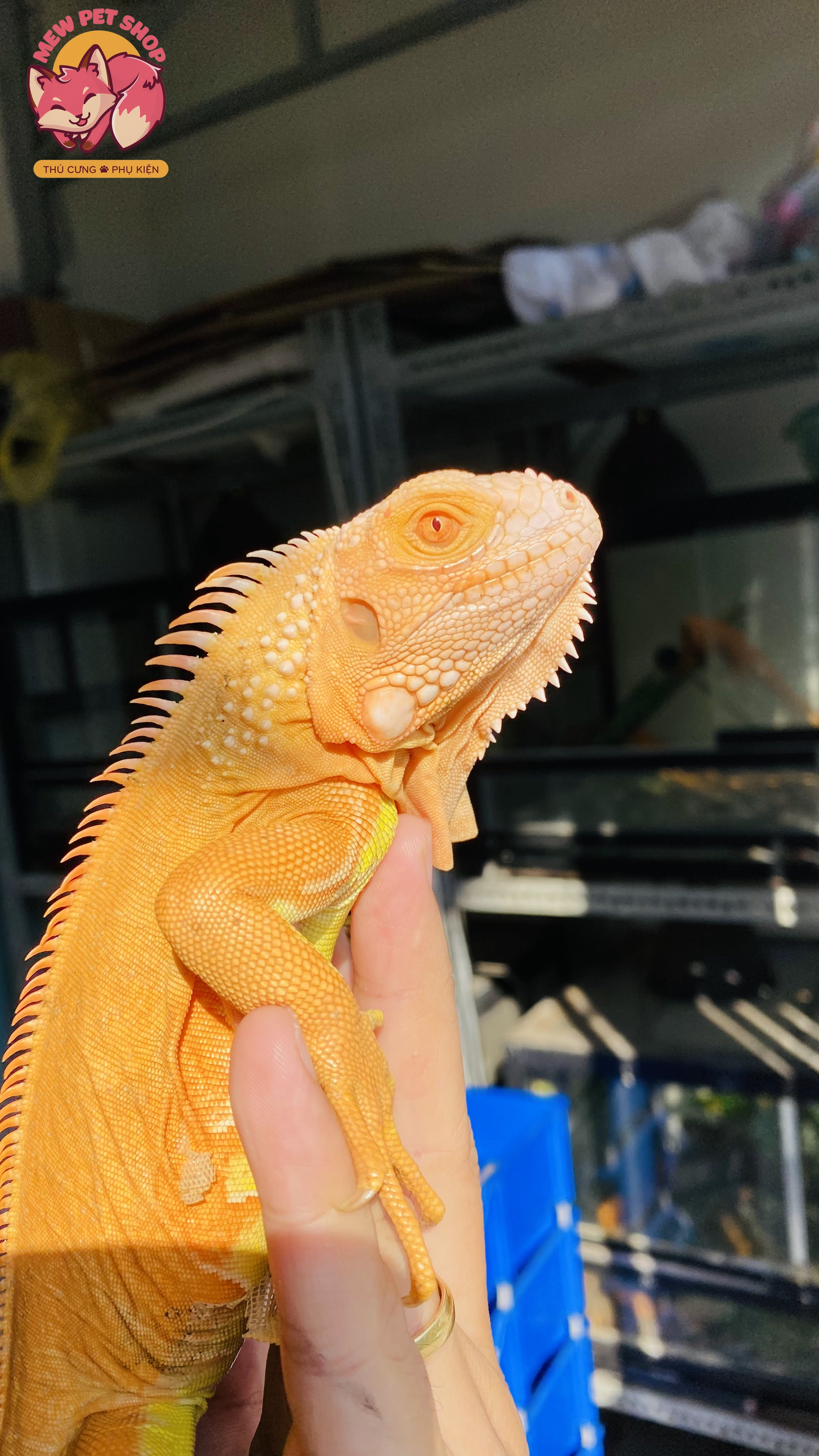

## التصنيف
- الإغواناوات
  - الإغوانة
  - إغوانة شائكة الذيل